# Microdesmus affinis
Microdesmus affinis är en fiskart som beskrevs av Meek och Hildebrand 1928. Microdesmus affinis ingår i släktet Microdesmus och familjen Microdesmidae. IUCN kategoriserar arten globalt som otillräckligt studerad. Inga underarter finns listade i Catalogue of Life.